# Salem (Lauenburg)
 For alternative betydninger, se Salem. (Se også artikler, som begynder med Salem)
Salem er en kommune i det nordlige Tyskland, beliggende i Amt Lauenburgische Seen under Kreis Herzogtum Lauenburg. Kreis Herzogtum Lauenburg ligger i delstaten Slesvig-Holsten.

## Geografi
Salem ligger omkring syv kilometer sydøst for Ratzeburg i Naturpark Lauenburgische Seen. I kommunen ligger ud over Salem landsbyerne Bresahn og Dargow. Den fra 1923 til 1925 anlagte Schaalseekanal der forbinder Schaalsee og Ratzeburger See, løber gennem Salemer See i sydsiden af kommunen.